# Esterholz (Wrestedt)
Esterholz ist ein Ortsteil der niedersächsischen Gemeinde Wrestedt in der Samtgemeinde Aue im Landkreis Uelzen. Der Ort liegt etwa 7,5 km südöstlich der Kreisstadt Uelzen direkt am Elbe-Seitenkanal.

## Geschichte
Esterholz wurde am 1. Juli 1972 in die Gemeinde Wrestedt eingegliedert.

## Schleuse Uelzen

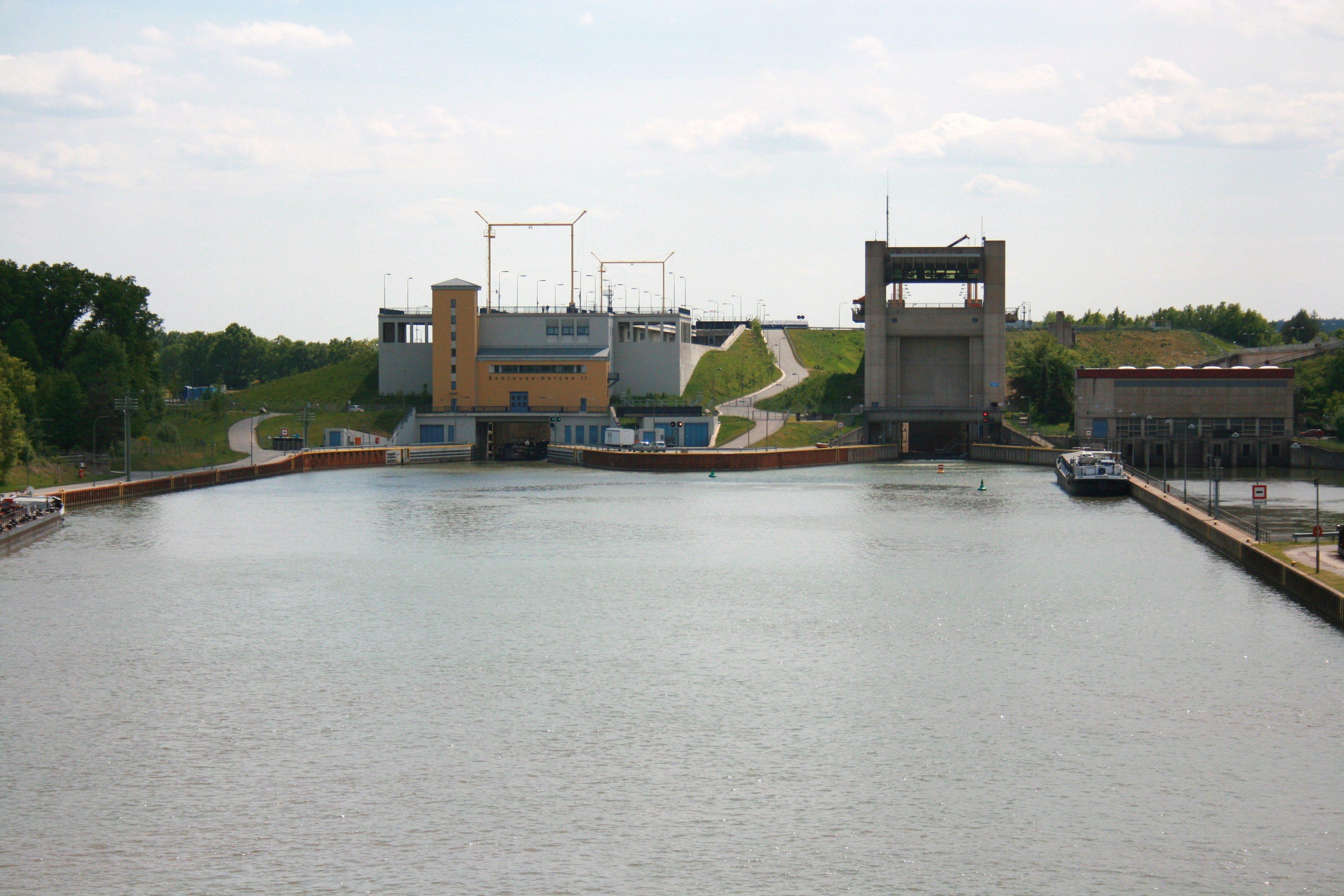
Schleuse Uelzen I (rechts) und II (links)

Als 1968–1976 der Elbe-Seitenkanal gebaut wurde, errichtete man nahe der Ortschaft Esterholz die Schleuse Uelzen, eine sogenannte Sparschleuse, um einen Höhenunterschied von 23 Metern zu überwinden. Diese wurde durch eine zweite Schleuse ergänzt. Nach acht Jahren Bauzeit wurde am 8. Dezember 2006 die neue Schleuse Uelzen II freigegeben. Der Bund investierte 122 Millionen Euro in die neue Schleuse. Kernstück ist die neue Schleusenkammer mit einer Nutzlänge von 190 Metern und einer Breite von 12,50 Metern. Sie wurde als so genannte Sparschleuse mit insgesamt acht Sparbecken errichtet, die beidseitig der Schleusenkammer in vier Ebenen übereinander angeordnet sind.